# Microréversibilité
La microréversibilité est une propriété de certains systèmes physiques de particules ou quasi-particules élémentaires décrits par des équations symétriques par rapport au temps. Cette propriété permet d'exhiber un lien entre une propriété du système macroscopique parcouru dans un sens et celle correspondante au sens inverse. 

## Renversement du temps
La symétrie des équations décrivant un système par rapport au temps permet une analyse de ceux-ci en mécanique classique ou quantique.

### En mécanique classique
Dans le cas où le lagrangien est un polynôme du second degré des vitesses seulement alors {\displaystyle \textstyle L(\mathbf {q} ,{\dot {\mathbf {q} }})=L(\mathbf {q} ,-{\dot {\mathbf {q} }})} où q représente la position. Un système de particules isolées sans spin possède cette propriété qui est préservée même en présence d'un champ statique externe. Dans ce dernier cas l'hamiltonien du système s'écrit :
{\displaystyle H(\mathbf {r} ,\mathbf {p} )={\frac {p^{2}}{2m}}+V(\mathbf {r} )=H(\mathbf {r} ,-\mathbf {p} )}
La solution du système par renversement du temps (indice R) vérifie :
{\displaystyle \mathbf {r} _{R}(t)=\mathbf {r} (-t)\,,\quad \mathbf {p} _{R}(t)=-\mathbf {p} (-t)}.

### En mécanique quantique
En mécanique quantique ce même système est décrit par l'équation de Schrödinger :
{\displaystyle i\hbar {\frac {\partial }{\partial t}}\psi (\mathbf {r} ,t)=H\psi (\mathbf {r} ,t)\,,\quad H=-{\frac {\hbar ^{2}}{2m}}\Delta +V(\mathbf {r} )}
En changeant t en -t et en prenant le complexe conjugué {\displaystyle \textstyle \psi ^{*}} de la fonction d'onde {\displaystyle \textstyle \psi } on obtient :
{\displaystyle i\hbar {\frac {\partial }{\partial t}}\psi ^{*}(\mathbf {r} ,-t)=H\psi ^{*}(\mathbf {r} ,-t)}
En comparant ces équations on voit que :
{\displaystyle \psi ^{*}(\mathbf {r} ,-t)=\psi (\mathbf {r} ,t)}
La densité de probabilité de la position {\displaystyle \textstyle P(\mathbf {r} ,t)} et de l'impulsion {\displaystyle \textstyle \Pi (\mathbf {r} ,t)} sont telles que :
{\displaystyle P_{R}(\mathbf {r} ,t)=P(\mathbf {r} ,-t)\,,\quad \Pi _{R}(\mathbf {p} ,t)=\Pi (-\mathbf {p} ,-t)}
Si on note {\displaystyle \textstyle K} l'opérateur anti-unitaire d'inversion temporelle et {\displaystyle \textstyle K^{\dagger }} son adjoint alors :
{\displaystyle K\mathbf {r} K^{\dagger }=r\,,\quad K\mathbf {p} K^{\dagger }=-p}
Parmi ces opérateurs on choisit l'opérateur de conjugaison complexe défini par :
{\displaystyle K\psi (\mathbf {r} ,t)=\psi ^{*}(\mathbf {r} ,t)}.
Alors, si {\displaystyle \textstyle |\psi (t)\rangle } est un état solution de l'équation de Schrödinger on voit que {\displaystyle \textstyle |\psi (t)\rangle _{R}=K|\psi (-t)\rangle } l'est également. Ceci exprime la propriété de réversibilité de la solution.

## Microréversibilité
Soit w la probabilité de trouver le système étudié dans l'état {\displaystyle \textstyle |\psi \rangle } à l'instant t lorsqu'il a été préparé dans l'état {\displaystyle \textstyle |\psi _{0}\rangle } à l'instant t0 ; soit wR la probabilité de trouver ce système dans l'état {\displaystyle \textstyle K|\psi \rangle } à l'instant t lorsqu'il a été préparé dans l'état {\displaystyle \textstyle K|\psi _{0}\rangle } à l'instant t0.
Ce système obéit au principe de microréversibilité si :
{\displaystyle w_{R}=w\quad \forall t_{0},t,\psi _{0}}

## Applications
La microréversibilité s'applique directement aux systèmes de particules liées par un potentiel électrostatique tels qu'on les rencontre en mécanique quantique (par exemple pour le calcul des forces d'oscillateur) ou en physique statistique pour la diffusion des électrons dans un cristal. Elle est aussi présente dans des phénomènes complexes tels qu'on les rencontre en thermodynamique où la contrainte d'existence d'un équilibre thermodynamique impose une relation supplémentaire. Par exemple une réaction chimique inverse emprunte le même chemin réactionnel sur la surface d'énergie potentielle que la réaction directe. Il existe donc une relation entre les flux (les vitesses de réaction) pour les réactions directe et inverse qui sont égaux en valeur absolue à l'équilibre thermodynamique. Un autre exemple en physique statistique est la condition d'interface pour la propagation de phonons entre deux cristaux.